# MF Ghost
MF Ghost (jap. MFゴースト MF Gōsuto) – manga autorstwa Shūichiego Shigeno, publikowana na łamach magazynu „Shūkan Young Magazine” wydawnictwa Kōdansha od września 2017.
Na podstawie mangi powstał telewizyjny serial anime wyprodukowany przez studio Felix Film, który emitowano od września do grudnia 2023. Drugi sezon był emitowany od października do grudnia 2024.

## Fabuła
Akcja mangi rozgrywa się w latach 20. XXI wieku, kiedy to samochody napędzane paliwami kopalnymi zostały wycofane z produkcji na całym świecie, a zamiast tego popularne były pojazdy elektryczne i ogniwa paliwowe wyposażone w automatyczne systemy napędowe. Tymczasem w Japonii organizowano serię wyścigów samochodowych zwanych „MFG”, w których brali udział zawodnicy kierujący samochodami sportowymi wyposażonymi w silniki spalinowe, będące swoistym gatunkiem zagrożonym. Kanata Rivington, 19-letni genialny kierowca, który ukończył prestiżową brytyjską szkołę wyścigową, przyjeżdża do Japonii, aby wziąć udział w tych zawodach.
Oprócz udziału w MFG, Kanata postawia cel poszukiwania swojego zaginionego ojca. Kanata zatrzymał się w tym celu w domu przyjaciółki jego zmarłej matki. Aby ułatwić sobie odnalezienie rodzica, użył jego nazwiska rejestrując się jako „Kanata Katagiri” (jap. 片桐 夏向 Katagiri Kanata). Przyjaciel pary, Ogata, postanowił udostępnić bohaterowi nieco już przestarzałą Toyotę 86.
Podczas gdy super wysokiej klasy supersamochody wyprodukowane poza Japonią zajmują najwyższe pozycje, Kanata jeździ zdecydowanie odstającą technicznie Toyotą 86, ale swoimi umiejętnościami udaje mu się przebić do czołowej piętnastki kierowców zwanej „Kami Fifteen” (jap. 神フィフティーン Kami Fifutīn). Kanata miał okazję być uczniem Takumiego Fujiwary, który po wypadku samochodowym wycofał się z udziału w rajdach.

## Manga
30 marca 2017 Shūichi Shigeno w numerze 18/2017 magazynu „Shūkan Young Magazine” poinformował, że rozpoczął prace nad nową mangą, której tytuł, MF Ghost, został nadany potem w numerze 30/2017 (z 23 czerwca 2017). Pierwszy rozdział ukazał się w numerze 40/2017 wydanym 4 września 2017. Natomiast pierwszy tom w formie tankōbon został wydany 5 stycznia 2018. Według stanu na 5 października 2023, do tej pory wydano 18 tomów.
W numerze 45/2018 (wydanym 8 października 2018) poinformowano, że manga jest ukończona w 20%. Zakładano również, że może liczyć 225 rozdziałów w 20 tomach.
| Nr | Data wydania (język japoński) | ISBN (język japoński)  |
| --- | ----------------------------- | ---------------------- |
| 1 | 5 stycznia 2018               | ISBN 978-4-06-510707-2 |
| 2 | 7 maja 2018                   | ISBN 978-4-06-511451-3 |
| 3 | 6 września 2018               | ISBN 978-4-06-512819-0 |
| Nota: ISBN 978-4-06-513567-9 w przypadku edycji specjalnej z limitowaną naklejką.                                                                   |                               |                        |
| 4 | 4 stycznia 2019               | ISBN 978-4-06-514160-1 |
| Nota: ISBN 978-4-06-514770-2 w przypadku edycji specjalnej z limitowaną naklejką.                                                                   |                               |                        |
| 5 | 7 maja 2019                   | ISBN 978-4-06-515459-5 |
| Nota: ISBN 978-4-06-515460-1 w przypadku edycji specjalnej z modelem Toyoty 86 wyprodukowanym przez Takara Tomy, właściciela marki Tomica.          |                               |                        |
| 6 | 6 września 2019               | ISBN 978-4-06-516937-7 |
| Nota: ISBN 978-4-06-516990-2 w przypadku edycji specjalnej z mini artbookiem.                                                                       |                               |                        |
| 7 | 6 stycznia 2020               | ISBN 978-4-06-518212-3 |
| 8 | 7 maja 2020                   | ISBN 978-4-06-519539-0 |
| Nota: ISBN 978-4-06-519540-6 w przypadku edycji specjalnej z modelem Nissana GT-R (R35) wyprodukowanym przez Takara Tomy, właściciela marki Tomica. |                               |                        |
| 9 | 4 września 2020               | ISBN 978-4-06-520686-7 |
| 10 | 6 stycznia 2021               | ISBN 978-4-06-522013-9 |
| 11 | 6 maja 2021                   | ISBN 978-4-06-523334-4 |
| 12 | 6 września 2021               | ISBN 978-4-06-524746-4 |
| 13 | 6 stycznia 2022               | ISBN 978-4-06-526477-5 |
| 14 | 6 maja 2022                   | ISBN 978-4-06-527778-2 |
| 15 | 6 września 2022               | ISBN 978-4-06-529070-5 |
| 16 | 6 lutego 2023                 | ISBN 978-4-06-530383-2 |
| 17 | 6 czerwca 2023                | ISBN 978-4-06-532029-7 |
| 18 | 5 października 2023           | ISBN 978-4-06-533370-9 |

## Anime
4 stycznia 2022 podano do wiadomości, że manga otrzyma adaptację w formie telewizyjnego serialu anime. Jednocześnie opublikowany został pierwszy zwiastun oraz ujawniono plakat promocyjny. 5 maja wraz z publikacją drugiego zwiastuna ogłoszono, że za reżyserię będzie odpowiadać Tomohito Naka, scenariusz – Kenichi Yamashita, projekty postaci – Naoyuki Onda, muzykę – Akio Dobashi, natomiast za produkcję wykonawczą – studio Felix Film. Anime było emitowane od 2 października do 18 grudnia 2023 w Tokyo MX i innych stacjach. Motywem otwierającym jest „Jungle Fire” w wykonaniu Yū Serizawy, końcowym zaś „Stereo Sunset” autorstwa Himiki Akaneyi.
Wraz z emisją 12. odcinka zapowiedziano powstanie drugiego sezonu. Jego emisja trwała od 7 października do 23 grudnia 2024.
Trzeci sezon został zapowiedziany po emisji ostatniego odcinka sezonu drugiego.

## Powiązania z seriąInitial D
W rozdziale 25 Takumi Fujiwara wyjechał do Anglii i krążyły plotki, że Kanata został jego uczniem. Natomiast w rozdziale 40 pojawił się Keisuke Takahashi, który był dyrektorem wykonawczym MFG, a w mandze został przedstawiony jako przedstawiciel firmy TK Mach Corporation.

## Odbiór
W kwietniu 2018 manga osiągnęła sprzedaż na poziomie 250 000 egzemplarzy, w styczniu 2019 – milion egzemplarzy, zaś we wrześniu tego samego roku liczba ta zwiększyła się do 1,5 miliona. W maju 2020 wraz z premierą ósmego tomu podano informację, że liczba sprzedanych egzemplarzy osiągnęła 2 miliony. W styczniu 2022 jednocześnie ze zapowiedzią telewizyjnego serialu anime, liczba wyniosła 3,2 miliona.